# Registar hrvatskih branitelja
Registar hrvatskih branitelja ili, skraćeno, Registar branitelja je naziv za popis svih građana Hrvatske koji su kao pripadnici Hrvatske vojske, policije, raznih dragovoljnih hrvatskih postrojbi sudjelovali u obrani Hrvatske od velikosrpske agresije.
Osoba koja se nalazi na tom popisu se naziva hrvatski branitelj, te ima status ratnog veterana u drugim državama. Registar je objavljen nakon pobjede SDP-a na parlamentarnim izborma 19. prosinca 2012.
U tim registru se ne navode dragovoljci Domovinskog rata kao posebna skupina. Na taj način su izjednačene osobe mobilizirane 1994. i 1995 s onima koje su dragovoljno stale o obranu Hrvatske 1991. i 1992.
Navedeni registar više nije javno dostupan te trenutačno nije točno poznat datum gašenja stranice.

## Povijest
Dana 6. travnja 2010. se na Internetu pojavila web-stranica www.registarbranitelja.com na kojoj se mogu pronaći imena, vojne jedinice i ratni putevi svih osoba koja uživaju status branitelja. Nepoznati postavljači stranice su svoj postupak obrazložili nastojanjem da stanu na kraj korupciji, odnosno da natjeraju hrvatske vlasti da same objave Registar i poduzmu neophodne reforme. Popis koji se nalazi na stranici nije potpun, s obzirom na to da se odnosi isključivo na osobe u evidenciji hrvatskog Ministarstva obrane, i ne uključuje osobe u evidenciji MUP-a.
Objavljivanje popisa je izazvalo burne reakcije u Hrvatskoj. Tadašnja premijerka RH Jadranka Kosor ga je nazvala djelom obavještajnog podzemlja, a MUP objavio kako taj čin predstavlja kazneno djelo odavanja službene tajne za koje je predviđena kazna do 3 godine zatvora. Dana 7. travnja 2010. je pod sumnjom da je umiješan u slučaj nakratko pritvoren Marko Rakar, hrvatski bloger, informatički stručnjak i politički aktivist poznat po "provaljivanju" manipulacija s biračkim popisima.
Nakon pobjede SDP-a na parlamentarnim izborma ministarstvo branitelja Republike Hrvatske objavilo je Registar hrvatskih branitelja iz Domovinskog rata 19. prosinca 2012.

## Kritike
Od sredine 2000-ih Registar branitelja je predmet sve većih političkih kontroverzi u Hrvatskoj, s obzirom na sve izraženije sumnje da se određen broj statusa hrvatskih branitelja dobivao manje na temelju stvarnih ratnih zasluga, a više na osnovi političkih kriterija.
Jedan od ključnih argumenata za tu tezu je bio stalni rast broja osoba koje su uživale status hrvatskog branitelja u poratnom razdoblju, koji je do 2010. godine - odnosno petnaest godina nakon završetka oružanih sukoba - narastao na 501.666. Veliki dio hrvatske javnosti takve brojke smatra nerealnim, uključujući bivšeg ministra branitelja Ivicu Pančića, na kraju čijeg mandata 2003. godine je broj osoba s braniteljskim statusom iznosio oko 403.000.
Zbog svega toga su postojali zahtjevi da se Registar "pročisti", odnosno da se objavi kako bi se mogli ustanoviti jasni kriteriji na osnovu kojih su pojedine osobe dobivale braniteljski status. U tome je prednjačila SDP, uključujući i tadašnjeg predsjednika Ivu Josipovića, ali i dio ratnih veterana koji smatra kako su manipulacije s Registrom branitelja na njih bacili ljagu.
Podaci postaju dostupni cijeloj hrvatskoj, srpskoj, bosanskoj javnosti. Nije objavlen registar udbaša, registar primatelja boračkih (NOB) mirovina, registar pripadnika JNA, registar aboliranih srpskih dobrovoljaca, martićevaca, registar aboliranih četnika.
S druge strane se tome oštro protivio HDZ, smatrajući kako bi objavljivanje tih podataka predstavljalo prijetnju hrvatskoj nacionalnoj sigurnosti, odnosno sigurnosti osoba s popisa koje bi na osnovu podataka u Registru mogle postati predmetom kaznenih progona za ratne zločine ili uznemiravanja u Srbiji i BiH.

## Vanjske poveznice
- Registar branitelja, stranica MBRH  Arhivirana inačica izvorne stranice od 4. travnja 2013. (Wayback Machine)
- Branitelji.hr  Arhivirana inačica izvorne stranice od 26. rujna 2013. (Wayback Machine)